# Sassandrioides gracilis
Sassandrioides gracilis là một loài bọ cánh cứng trong họ Cerambycidae.